# 앙드레 콜링바
앙드레 콜링바(André Kolingba, 1935년 8월 12일~2010년 2월 7일)는 중앙 아프리카 공화국의 군인·정치인으로, 1981년 9월 1일부터 1993년 10월 1일까지 중앙 아프리카 공화국의 제4대 대통령을 지냈다. 1981년 무혈 쿠데타로 다비드 다코를 대통령에서 축출시키고 정권을 잡았으며, 1993년에 열린 민주적인 선거에서 앙주펠릭스 파타세(Ange-Félix Patassé)에게 패해 대통령에서 물러났다.

## 역대 선거 결과
| 선거명      | 직책명                       | 대수 | 정당                 | 득표율   | 득표수    | 결과 | 당락  |
| ----------- | ---------------------------- | ---- | -------------------- | -------- | --------- | ---- | ----- |
| 1992년 선거 | 중앙아프리카 공화국의 대통령 | 4대  | 중앙아프리카민주연합 | 단독후보 | 무투표    | 1위  | [ 1 ] |
| 1993년 선거 | 중앙아프리카 공화국의 대통령 | 5대  | 중앙아프리카민주연합 | 12.33%   | 97,942표  | 4위  | 낙선  |
| 1999년 선거 | 중앙아프리카 공화국의 대통령 | 5대  | 중앙아프리카민주연합 | 19.27%   | 194,486표 | 2위  | 낙선  |
| 2005년 선거 | 중앙아프리카 공화국의 대통령 | 6대  | 중앙아프리카민주연합 | 16.36%   | 145,495표 | 3위  | 낙선  |

## 같이 보기
- 다비드 다코
- 앙주펠릭스 파타세